# Gabriele Matanisiga
Gabriele Matanisiga (14 giugno 1995) è un calciatore figiano, attaccante del Rewa e della Nazionale di calcio delle Figi.

## Carriera

### Club
Ha sempre giocato nel campionato figiano. Con la maglia del Rewa ha disputato anche 5 partite in OFC Champions League.

### Nazionale
Ha partecipato al Mondiale Under-20 del 2015, nel quale ha disputato tutte e 3 le partite giocate dalla sua squadra nel corso della manifestazione. Nel settembre 2022 è stato convocato per giocare 4 amichevoli con la nazionale maggiore.

## Palmarès

### Club

#### Competizioni nazionali
- Coppa delle Figi: 1

Labasa: 2015